# Freya Van den Bossche
Freya Van den Bossche (ur. 26 marca 1975 w Gandawie) – belgijska i flamandzka polityk, minister w rządach federalnych, minister we władzach Flandrii.

## Życiorys
Córka polityka Luca Van den Bossche. W latach 1995–1999 studiowała komunikację społeczną i prawo na Uniwersytecie w Gandawie. Przez rok kształciła się w tym okresie na Uniwersytecie Amsterdamskim. Pracowała w administracji miejskiej Gandawy jako urzędnik ds. komunikacji i przeciwdziałania narkomanii, a następnie jako członkini władz miejskich odpowiedzialna za edukację. Zasiadała w radzie miejskiej Gandawy. Przystąpiła do flamandzkiej Partii Socjalistycznej.
W 2003 i 2007 była wybierana w skład Izby Reprezentantów, a w 2004 i 2009 do Parlamentu Flamandzkiego. W lipcu 2003 Guy Verhofstadt powierzył jej stanowisko ministra środowiska, spraw konsumentów i zrównoważonego rozwoju w swoim drugim gabinecie. Rok później przeszła do pracy w administracji Regionu Flamandzkiego. W październiku 2005 powróciła do rządu krajowego, zastąpiła Johana Vande Lanotte na urzędzie wicepremiera oraz ministra budżetu i przedsiębiorstw publicznych, który sprawowała do grudnia 2007.
W 2009 została ministrem energetyki, budownictwa mieszkaniowego, gospodarki miejskiej i społecznej we władzach Flandrii; urząd ten sprawowała do 2014. W tymże roku wybrana do Parlamentu Flamandzkiego (reelekcja w 2019 i 2024).